# Полиевка, Роберт
Роберт Полиевка (словац. Róbert Polievka; род. 9 июня 1996, Крупина, Банска-Бистрицкий край) — словацкий футболист, нападающий клуба «Дукла» и сборной Словакии.

## Клубная карьера
Полиевка — воспитанник клубов «Хонтианске Немце», «Строжар Крупина» и «Дукла». 12 июля 2014 года в матче против «Кошице» он дебютировал в чемпионата Словакии в составе последних. 24 октября в поединке против «Железниаре» Роберт забил свой первый гол за «Дуклу». Летом 2015 года Полиевка перешёл в ДАК 1904. 18 июля в матче против «Сеницы» он дебютировал за новы клуб. 31 октября в поединке против «Жилины» Роберт забил свой первый гол за ДАК 1904. 
В начале 2017 года Полиевка на правах аренды перешёл в «Железиарне». 18 февраля в матче против ДАК 1904 он дебютировал за новую команду. 23 апреля в поединке против «Сеницы» Роберт забил свой первый гол за «Железниаре». 
Летом 2017 года Полиевка перешёл в «Жилину». 29 июля в матче против «Татрана» он дебютировал за новый клуб. В этом же поединке Роберт забил свой первый гол за «Жилину». Летом 2018 года Полиевка вернулся в «Дуклу». 19 апреля 2019 года в матче против «Славоя» он сделал хет-трик. В 2022 году игрок помог клубу вернуться в элиту, а в 2024 году стал лучшим бомбардиром чемпионата. 

## Международная карьера
23 марта 2023 года в отборочном матче чемпионата Европы 2024 против сборной Люксембурга Полиевка дебютировал за сборную Словакии. 

## Достижения
Индивидуальные
- Лучший бомбардир чемпионата Словакии (13 мячей) — 2023/2024